# 음식물 쓰레기

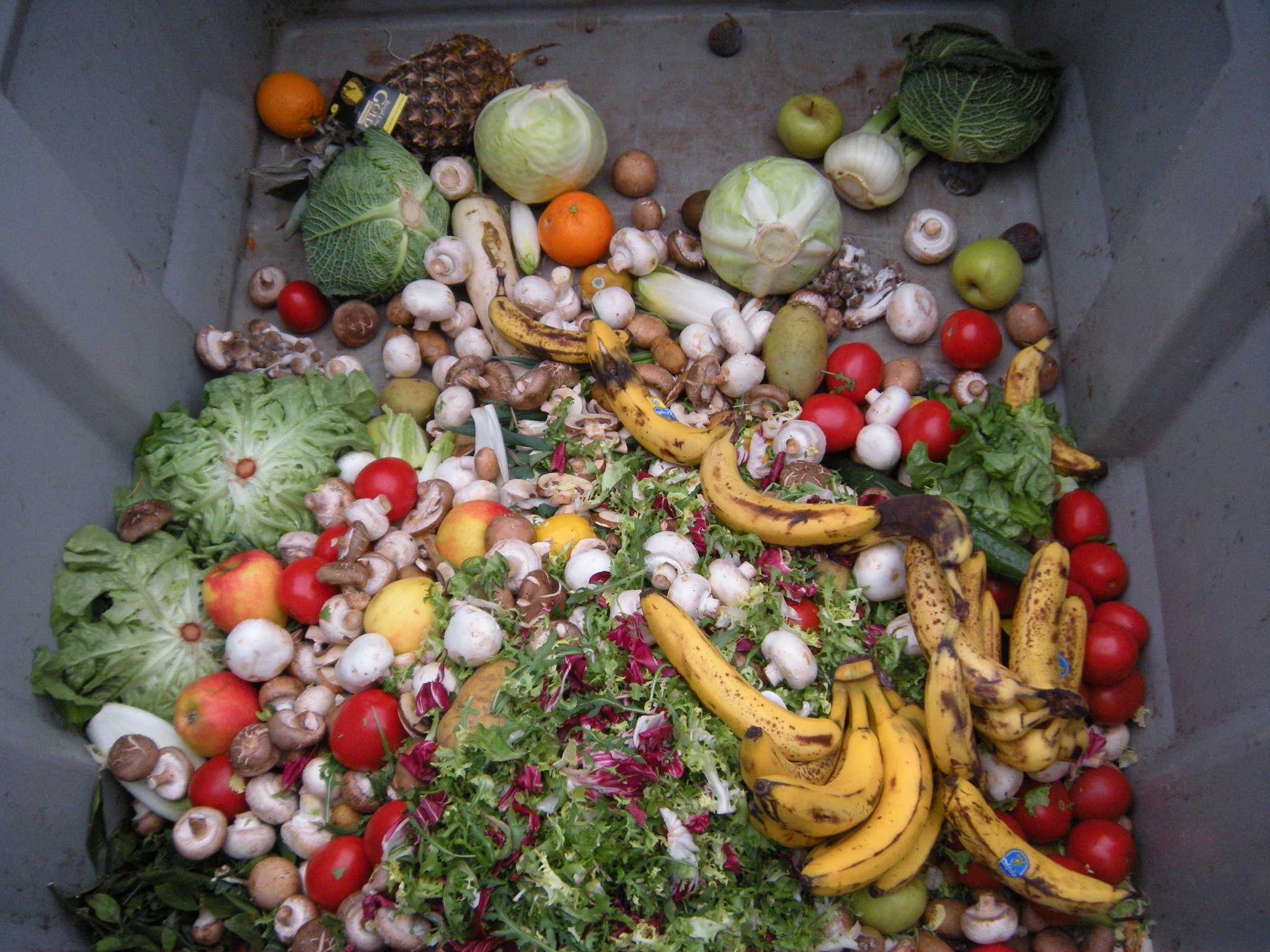
손질하고 남은 음식을 자연적으로 건조한 상태로 말려 놓은 음식물 쓰레기의 모습.

음식물 쓰레기는 소비되고 남은 음식물을 말한다. 음식의 낭비이면서 동시에 처리 비용이 들기 때문에 각국에서는 음식물 쓰레기를 줄이기 위해 노력하고 있다. 또 선진국에서는 음식물 쓰레기를 다른 쓰레기와 다르게 수거하는 제도를 운영하고 있는 경우도 있다. 대체적으로 한국에서는 2000년대부터 음식물 쓰레기의 쓰레기 매립지의 직매립이 법으로 금지되어 있는 것으로 드러나고 있다. 이유는 악취와 같은 나쁜 냄새를 풍기는 등 냄새에 대한 님비 현상이 심화되어 있기 때문이다. 나무 밑이나 공터에 버리는 경우에 있다.

## 같이 보기
- 혐기성 소화
- 폐기물 관리